# Dansk Biblioteksforening
Dansk Biblioteksforening (1916-1919) havde til formål ”at fremme dansk Biblioteksvæsens udvikling og Interesser”. Foreningen blev stiftet 3. november 1916. Den var en videreførelse af Bibliotekarforeningen i København (stiftet 1908), som var en slags fagforening for videnskabelige medarbejdere i København.
Baggrunden var, at Thomas Døssing i 1915 var blevet formand for Bibliotekarforeningen. Han foreslog på en generalforsamling 3. november 1916 at den gamle forening blev ophævet, og at man dannede en ny forening for bibliotekarer ved både videnskabelige og folkelige biblioteker. Foreningen skulle samle de medlemmer af Danmarks Folkebogsamlinger, som havde meldt sig ud i protest. Medlemmerne af den nystiftede forening var tilhængere af en professionalisering af bibliotekerne, hvor bibliotekerne blev drevet af faguddannet personale og udviklede sig efter en samlet plan. Det var i modsætning til Danmarks Folkebogsamlinger, som ønskede en udvikling af bibliotekerne, præget af folkelig idealisme og uden statslig indblanding, hvad der førte til kritik af Statens Bogsamlingskomité.
Dansk Biblioteksforening havde ved sin start lidt over 100 medlemmer, og samlede hele den unge bibliotekarstand på de folkelige biblioteker. Døssing blev foreningen første formand. Foreningen fortsatte arbejdet for bibliotekernes professionalisering i tæt samarbejde med Statens Bogsamlingskomité. Målet var, at der skulle gennemføres en bibliotekslov. For at understøtte arbejdet udgav foreningen 1917-1919 Dansk Biblioteksforenings Aarsskrift med biblioteksfaglige artikler. Desuden startede foreningen i 1918 sammen med Studiekredsforeningen tidsskriftet Bogens Verden, hvor indholdet var studiekredsvejledninger, boganmeldelser og artikler om biblioteksforhold.
Gennemførelse af en bibliotekslov var et hovedpunkt i foreningens arbejde. H.O. Lange holdt på foreningens årsmøde i september 1918 et foredrag, hvor han argumenterede for, at der skulle skabes mere ordnede forhold for bibliotekerne. Det satte gang i arbejdet med en bibliotekslov. Både Dansk Biblioteksforening og Danmarks Folkebogsamlinger henvendte sig til nu til Undervisningsministeriet med anmodning om et udvalg, som skulle forberede et forslag til en bibliotekslov. Danmarks første bibliotekslov blev vedtaget 5. marts 1920
Stillet overfor udsigten til en kommende bibliotekslov var både Dansk Biblioteksforening og Danmarks Folkebogsamlinger interesseret i, at biblioteksverdenen optrådte samlet udadtil, selv om der internt var uenighed. Forslaget om en samlet forening blev vedtaget af begge foreninger, og 27. september 1919 blev den nye forening Danmarks Biblioteksforening oprettet.